# Melanagromyza turbida
Melanagromyza turbida är en tvåvingeart som beskrevs av Mitsuhiro Sasakawa 1992. Melanagromyza turbida ingår i släktet Melanagromyza och familjen minerarflugor.
Artens utbredningsområde är Ecuador. Inga underarter finns listade i Catalogue of Life.